# 科罗纳多国家森林
科罗纳多国家森林（英語：Coronado National Forest）幅员1.78 × 106英畝（7,200平方），分布于东南亞利桑那州和西南新墨西哥州的山岭地带。电影《¡Three Amigos!》中部分镜头在该森林取景。